# ابراهیم بن محمد مغربی
ابراهیم بن محمّد مغربی (؟ - ۱۵۸۰م) اخترشناس مراکشی اندلسی‌تبار در سدهٔ شانزدهم میلادی/ دهم هجری بود. غریب الناقلین فی أحوال النیّرین را در ۹۸۱ق نگاشت.